# Dirphys mexicana
Dirphys mexicana är en stekelart som först beskrevs av Howard 1907.  Dirphys mexicana ingår i släktet Dirphys och familjen växtlussteklar. Inga underarter finns listade i Catalogue of Life.